# Belodontichthys
Belodontichthys is een geslacht van straalvinnige vissen uit de familie van de echte meervallen (Siluridae).

## Soorten
- Belodontichthys dinema (Bleeker, 1851)
- Belodontichthys truncatus Kottelat & Ng, 1999